# Fanny Tur Riera
Francesca Tur Riera (Sant Miquel de Balansat, Eivissa, 22 de juliol de 1962), més coneguda com a Fanny Tur, és historiadora, activista cultural i política eivissenca. Tur és directora de l'Arxiu Històric d'Eivissa i Formentera (AHEF) i de les biblioteques municipals d'Eivissa ciutat.
Fanny Tur és independent i va ser consellera de Cultura i Patrimoni - a més d'Esports primer i Medi Ambient a partir del 2000- d'Eivissa i Formentera entre el 1999 i el 2003. Dimití del seu càrrec el desembre de 2004 per discrepàncies amb la política territorial de l'Ajuntament d'Eivissa. Secretària i portaveu del GEN-GOB Eivissa del 1990 al 1999 i membre de l'executiva de l'Institut d'Estudis Eivissencs (IEE) des de gener de 1993 a gener de 2000.
Fou una de les caps i portaveus de la Plataforma antiautopistes d'Eivissa, moviment social que s'oposà al projecte de les autovies del PP de les Illes entre el 2004 al 2007. Més tard va ser una de les impulsores d'Eivissa pel Canvi, formació de la qual també va ser portaveu. L'any 2008 va ser nomenada directora adjunta de l'Institut Ramon Llull, càrrec que exercí des de gener de 2009 fins al maig de 2011.
Des de juny de 2016 fins a final de març de 2017 ha ocupat la vicepresidència de l'AELC per les Illes.
Des d'abril de 2017, i fins a juliol del 2019, fou consellera de Cultura, Participació i Esports del Govern de les Illes Balears, a proposta de Més per Mallorca, i acceptada pel PSIB i Podem.

## Publicacions
- 1987 La premsa a Eivissa: breu notícia sobre el periodisme a Eivissa. Inventari de l'Hemeroteca Municipal d'Eivissa (HME).
- 1989 L'Eivissa antiga en fotos
- 1990 Testimonis de la nostra història (coautora)
- 1989 Documents antics (catàleg)
- 1991 August Vallmitjana i Eivissa
- 1992 Cartes a Ramon Muntaner (1332 - 1335): transcripció
- 1992 El regiment de sac (1454 - 1456): transcripció
- 1992 Picarol
- 1993 Isidor Macabich Llobet (1883 - 1973)
- 1994 La Universitat i els seus càrrecs (1299 - 1461)
- 1998 Passeig de Vara de Rey: catàleg fotogràfic de l'Arxiu Històric d'Eivissa (AHE)
- 1998 Vara de Rey i l'Eivissa del seu temps
- 2005 Postals antigues
- 2006 Portmany i l'Eivissa del seu temps I
- 2006 Portmany i l'Eivissa del seu temps II
- 2006 En memòria de Portmany
- 2006 Ses Feixes: zona humida
- 2006 Narcís Puget, fotògraf
- 2006 El mercat vell
- 2007 Corsaris (coordinadora)
- 2008 El monument als corsaris
- 2010 Enrique Fajarnés Tur : Les Pitiüses : opuscles (coordinadora i edició crítica). Coedició Institut d'Estudis Baleàrics (IEB) i Ajuntament d'Eivissa.
- 2010 Domingo Viñets: fotògraf i editor. Coedició Institut d'Estudis Baleàrics (IEB) i Ajuntament d'Eivissa.
- 2010 Dones: reconstruïm la història: 1880 - 1936 (coautora)
- 2011 Vicent Ferrer Guasch, fotògraf
- 2009 Alfons García Prats: antològica[4]
- 2013 El contagi: l'epidèmia de pesta bubònica de 1652 a Eivissa. Rev. RANDA. Publicacions de l'Abadia de Montserrat.
- 2016 Eivissa i Formentera republicanes (coautora)
- 2022 Pròleg a L'obra folklòrica d'Isidor Macabich (Joan Gomila Pere)
- 2022 Epidèmies.Eivissa i Formentera (1799-1930).